# Plutonien
Plutonien (OT: russisch Плутония, transkribiert Plutonia) ist ein Roman des russischen Schriftstellers Wladimir Afanassjewitsch Obrutschew aus dem Jahre 1924.

## Inhalt
Nikolai Innokentjewitsch Truchanow organisiert eine Expedition mit dem vermeintlichen Ziel, bisher unbekannte Inseln oder Festland nördlich der Tschuktschen-Halbinsel und Alaska zu finden. Da Truchanow selbst auf Grund eines fehlenden Beines nicht an der Expedition an Land teilnehmen kann, bittet er den Geologieprofessor Pjotr Iwanowitsch Kaschtanow, den Zoologen Semjon Semjonowitsch Papotschkin, den Meteorologen Iwan Andrejewitsch Borowoj sowie den Botaniker und Arzt Michail Ignatjewisch Gromeko, an der Expedition teilzunehmen. 
Mit dem Expeditionsschiff Polarstern macht sich die Besatzung am 4. Mai 1914 auf dem Weg in die bis dahin unerforschte Gegend, in der das neue Land vermutet wird. Unterwegs werden der Hundeführer Ilja Stepanowitsch Igolkin und 30 Hunde sowie zufällig der Bergbauingenieur Jawow Makschejew mit an Bord der Polarstern genommen. Sie werden ebenfalls Teil der Landexpedition.
Nachdem das neue Land entdeckt und auf den Namen Fridtjof-Nansen-Land getauft wurde, beginnt die sechsköpfige gut ausgerüstete Landexpedition, unterstützt durch die Schlittenhunde, in Richtung Norden. Nach einiger Zeit ergeben sich unerklärliche Phänomene. Der Kompass verweigert seinen Dienst, die Temperatur steigt an und die Luftdruckänderungen entsprechen nicht dem Gefälle. Zeitweise nimmt der Luftdruck so stark zu, dass er einer Tiefe von über 9000 Metern unter dem Meeresspiegel entspricht. Sogar eine neue dauerhaft im Zenit stehende Sonne taucht auf. 
Nur durch einen Brief, den ihnen der Organisator Truchanow mitgegeben hat und den sie erst in einer ausweglosen Situation öffnen dürfen, erfahren sie, dass sie einen Eingang ins Innere der Erde durchschritten haben und sich an der Innenseite der Erdoberfläche befinden.
Nachdem das Ende der Schneedecke erreicht ist und die ersten urzeitlichen Tiere entdeckt wurden, trennt sich die Gruppe. Borowoj und Igolkin bleiben mit der Winterausrüstung und den Hunden zurück, während sich die anderen vier aufmachen, das Innere der Erde, welches sie Plutonien tauften, zu erkunden. Dabei stoßen sie auf urzeitliche Flora und Fauna, in der es eine Vielzahl Abenteuer zu bestehen gilt.

## Wissenschaftlicher Bezug
Plutonien greift die Theorie der hohlen Erde auf. Die neue „Sonne“ bildet der noch glühende Erdmittelpunkt. Einen echten Horizont gibt es nicht, nur die Begrenzung der Sicht verhindert einen Blick auf die gegenüberliegende Seite.
Bei der Beschreibung der Flora und Fauna nimmt Obrutschew das in seiner Zeit vorhandene Wissen über die Erdgeschichte zu Hilfe. Während der Expedition durchschreiten die Protagonisten die verschiedenen Zeitalter in umgekehrter Reihenfolge. Dabei treffen keine Tiere und Pflanzen aus unterschiedlichen Epochen aufeinander.
Da dem Autor eine Reihe von Anfragen nach einer neuen Expedition nach Plutonien gestellt wurden, erklärte Obrutschew im Nachwort, dass die Theorie der hohlen Erde längst widerlegt sei. Er habe sie nur als literarisches Mittel genutzt, um das Interesse der Jugend für Geologie und Erdgeschichte zu vertiefen.

## Ausgaben
Das Buch erschien erstmals 1953 in der Übersetzung von Herbert Strese und mit Illustrationen  von Gerhard Goßmann im Verlag Neues Leben, Berlin, Reihe Spannend erzählt, Band 4. Es erlebte mehrere Auflagen und erschien 1962 als Übernahme im Verlag für fremdsprachige Literatur, Moskau. 1988 kam es in einer Neuübersetzung von Oksana Bulgakowa und Dietmar Hochmuth heraus (wieder als Band 4 der Reihe Spannend erzählt). Bei der Neuausgabe 2005 (ISBN 3-355-01711-6) griff man wieder auf die alte Übersetzung und die Illustrationen der Erstausgabe zurück.
1980/81 erschien Plutonien als sogenannte Bildgeschichte (heute würde man es eher einen Comic nennen) in der Zeitschrift Die Trommel, gezeichnet von Heinz-Helge Schulze. Diese Version erschien 2007 in der Reihe Klassiker der DDR-Bildgeschichte im Dresdener Holzhof Verlag (Heft 7, ISBN 978-3-939509-06-6) mit einem neuen Titelbild von Hagen Flemming und redaktionellen Beiträgen.
Plutonien erreichte ein breites Publikum in der DDR und wird auch heute noch in Ostalgieläden angeboten.
Die tschechische Version wurde vom berühmten Paleo-Maler und Zeichner Zdenek Burian illustriert (ganzseitige Farbtafeln und Zeichnungen).
Es gibt von der tschechischen Version keine deutsche Ausgabe, darum sind die enthaltenen Bilder von Zdenek Burian, der eine Leidenschaft für ausgestorbene Tiere hatte, die in diesem Buch auch reichhaltig vorkommen, den deutschen Lesern und Zdenek Burian-Fans weitestgehend unbekannt geblieben.